# Scipio
Scipio (plurál Scipiones) bylo římské cognomen užívané nejslavnější větví římského patricijského rodu Corneliů. Scipioni byli tradičně politickými spojenci Paullů, jedné z větví rodu Aemiliů. Mnozí příslušníci této rodiny se vyznamenali obzvláště během punských válek proti Kartágu. Jejich rodinná hrobka, pocházející ze 3. století př. n. l., objevená v roce 1614 a zcela odkrytá v roce 1780, obsahuje cennou sbírku latinských nápisů, jež jsou významným historickým pramenem z doby římské republiky.

## Slavní příslušníci rodu
- Lucius Cornelius Scipio, konzul 350 př. n. l.
- Lucius Cornelius Scipio Barbatus, konzul 298 př. n. l.
- Gnaeus Cornelius Scipio Asina, konzul 260 př. n. l. a 254 př. n. l.
- Lucius Cornelius Scipio, konzul 259 př. n. l.
- Gnaeus Cornelius Scipio Calvus, konzul 222 př. n. l.
- Publius Cornelius Scipio, konzul 218 př. n. l.
- Publius Cornelius Scipio Africanus, vítěz nad Hannibalem
- Publius Cornelius Scipio Nasica, konzul 191 př. n. l.
- Lucius Cornelius Scipio Asiaticus, konzul 190 př. n. l.
- Publius Cornelius Scipio Nasica Corculum, konzul 162 př. n. l. a 155 př. n. l.
- Publius Cornelius Scipio Aemilianus Africanus Numantinus, dobyvatel Kartága
- Publius Cornelius Scipio Nasica Serapio, konzul 138 př. n. l.
- Publius Cornelius Scipio Nasica Serapio, konzul 111 př. n. l.
- Publius Cornelius Scipio Nasica, praetor 94 př. n. l.
- Quintus Caecilius Metellus Pius Cornelianus Scipio Nasica (Metellus Scipio), konzul 52 př. n. l.